# The Enid
The Enid é uma banda de rock progressivo do Reino Unido, fundada em 1975 pelo tecladista Robert John Godfrey, único membro a permanecer em todas as formações do grupo. Devido a um desentendimento entre Godfrey e a gravadora da banda, todos os álbuns de estúdio do The Enid estão disponíveis para download gratuito.